# بخش چاه مرید
بخش چاه مرید، یکی از بخش‌های شهرستان کهنوج در استان کرمان ایران است. مرکز این بخش، شهر چاه مرید است.

## تقسیمات کشوری
- بخش چاه مرید
  - دهستان حومه
  - دهستان چاه ریگان

شهر: چاه مرید

## جمعیت
بر پایه سرشماری عمومی نفوس و مسکن در سال ۱۳۹۵، جمعیت بخش چاه مرید برابر با ۱۱٬۲۴۵ نفر بوده است.